# アクエリアンエイジ
アクエリアンエイジ (Aquarian Age) は、ブロッコリーから発売されているトレーディングカードゲーム。タイトルは「水瓶座の時代（ニューエイジ）」を意味するとされ、通称はアクエリ。
1999年7月に第一弾が発売され、現在はSaga3までが発売されている。なお、2009年7月以降は名称からSaga3が外れた「アクエリアンエイジ」として発売している。

## 概要
プレイヤーは、人の潜在能力を開花させることのできる特殊能力を持つマインドブレイカーとなり、仲間のキャラクターと共に世界の覇権をかけて戦う。
初期設定ではマインドブレイカーは男性のみ、能力者（超能力や魔力を持つ者）は女性のみとされ、プレイヤーズマニュアルにも、「女性プレイヤーもゲームの中では男性」と書かれていた。が、後に『オリオンの少年』の発売で女性のマインドブレイカーの誕生と同時に男性の能力者も現われたとされた。なお、マインドブレイカーは能力者を操ること（催眠術やマインドコントロールに近いが、小説などの主役陣は本当の信頼関係で結ばれている場合もある）と潜在能力を開花させる以外は一般人と変わらないため、能力者以外には無力。

## 登場キャラクター
アクエリアンエイジには、様々なメディアに共通して登場するキャラクターが存在する。
藤宮真由美（ふじみや まゆみ）
E.G.O最強のサイキック能力を持つ女子高生エスパー。母親はE.G.O創設者の一人であり斎木財閥総帥の斎木遊名、父親は世界初のマインドブレイカー藤宮真吾（現在ではマインドブレイカーの力を失っている）。赤ん坊の時に能力の暴走で過去へタイムスリップし、実の父親である真吾の義妹として育てられていた。
厳島美鈴（いつくしま みすず）
阿羅耶識の幹部で厳島神社宗家の娘。他勢力との争いを好まず、共闘を訴える。美晴という名の妹がいる。OVA版（SagaII開始の時期）において極星帝国十将軍の1人の関羽との戦いで妹をかばい命を落とすが故郷である厳島神社の祭神である「宗像三女神」の命により守護霊として復活し阿羅耶識を見守っている。
厳島美晴（いつくしま みはる）
厳島美鈴の妹で命を落とした姉に代わり若いながらも現在は阿羅耶識の指導的立場をとっている。
初代CDドラマで美鈴は一人っ子との説明があったとの指摘を受けたが、作者が「妹がいるほうが面白いから変更した」と答えている。
ステラ・ブラヴァツキ
WIZ-DOMの戦闘部門の長を務める最強の黒魔術師。経済部門の長で白魔術師のディーナ・ウィザースプーンとは犬猿の仲。実在の人物であるブラヴァツキー夫人が名前の由来。
クラリス・パラケルスス
WIZ-DOMの生産部門の長を務める錬金術師で、専攻はホムンクルス。常に笑みを絶やさないことから通称「笑う錬金術師」。ただし、性格はマッドサイエンティストそのもので、どんな残酷なことも笑顔のまま行える。小説などで黒幕としてよく登場している。名前の由来は実在の人物であるパラケルススで、東京にパラケルススの塔を建て（普通のビルにカモフラージュされている）、日本におけるWIZ-DOMの前線基地としている。
鈴鹿御前
伝説に残る鬼姫、鈴鹿御前の生まれ変わりで日本のダークロアのトップ。ただし、寄り合い所帯であるダークロアの性質から、他の者を思い通りに動かせるわけでもない。
夜羽子・アシュレイ（ようこ アシュレイ）
隔世遺伝によりヴァンパイアの血が目覚めた女子高生。東欧と日本人のハーフ。先祖は一族の滅亡を避けるために望んで人間との混血の道を選んだらしい。
レイナ・アークトゥルス
極星帝国幹部である「十将軍」の一席を担う女戦士。部下を束ねる立場にありながら前線で活躍することが多い。帝国成立前から皇帝に仕えており、皇帝に絶対の忠誠を誓う。
ラユュー
イレイザー艦隊の指揮官である三眼人種。極星帝国の十将軍「ラユュー・アルビレオ」とは並行存在にあたる。
アルビレオの言葉から、地球に住んでいた先祖（ムー大陸）がイレイザーの軍門に下ったため、イレイザーに所属しているらしい。本来は極星帝国に異星人であるイレイザーの平行存在は存在しない。なお、極星帝国は文明が中世（魔法文明）で止まったためか、ラユューは例外として現代人の平行存在は確認されていない（ダークロアにはいるが数百歳以上のキャラクターのみである）。
ィアーリス
イレイザーの従属種族「ドラグーン族」の唯一の女王。

## 関連商品
日本国内で発売されるトレーディングカードゲームは少なからずマジック:ザ・ギャザリングの影響を受けていて、同じような要素が少なくない。本作品もまた例外ではないが、萌え美少女の成長過程をモチーフとした物語性のあるルールが異彩を放っている。また、他のゲームに比べてキャラクター同士の戦闘に重点が置かれている。
メインとなるストーリーの特性上、キャラクターやアイテムなどのモチーフとして世界各地の神話やオカルト、実在の英雄などから引用されたものが多いのも特徴のひとつといえる。また、E.G.O.の一部の「イニシアチブ（先制攻撃）」を持つキャラクターは新幹線の愛称を名前に付けられている。
発売初期のカードイラストは萌え美少女ばかりだったが、現在では萌え美少年のもの（オリオンの少年など）も存在する。
キャラクターは「E.G.O.（エゴ）」（白）、「阿羅耶識（あらやしき）」（赤）、「WIZ-DOM（ウィズダム）」（青）、「ダークロア」（緑）、「極星帝国（きょくせいていこく）」（黄）(SagaII, Saga3)、「イレイザー」（黒）(SagaI, Saga3) の6つの陣営のいずれかに属する。
「マルチ対戦型トレーディングカードゲーム」との名称どおり、1対1のプレイだけでなく3人以上でプレイすることも可能。2対2のタッグ戦やソロプレイも出来るなどプレイパターンは多様。

### カードの種類
キャラクターカード
プレイヤーが遭遇・支配する人物や怪物・機械など
ブレイクカード
上記のキャラクターが覚醒・成長したもので、キャラクターに比べて能力が向上する。
ネームレベル
ブレイク、またはごく一部のキャラクターの中には固有の名前を与えられたものが存在する（前述の主要キャラクターである藤宮真由美や厳島美晴といったメンバーや、プラチナパック収録のアニメキャラなど）。それらのキャラクターは『ネームレベル』と呼ばれ、各勢力のエースや幹部クラスのキャラクター、あるいは広く名前を知られたものを表す。ルール上、これらのキャラクターは強力な能力を持つものが多く、さらなるブレイクの可能性を持つものも存在する。ただし、
- 基本的にフィールド上に同一のネームレベルは1枚しか存在できない（勢力・分類に関係なく「“ ”」内表記が同じ）
- ダメージによって除去された場合または対戦相手にブレイクされた場合、キャラクターであっても捨て札置き場ではなくダメージ置き場に置かれる
- 基本的に、ネームレベルのキャラクターをブレイクすることができるのは同じネームを持つブレイクカードだけ

といった特別なルールが適用される。
プロジェクトカード
場やキャラクターに影響を及ぼす魔法や作戦など。自分の手番のみ使用可能。
ファストカード
プロジェクトカードとほぼ同じだが、相手の手番でも使用できるもの。
パーマネントカード
武器や防具といった装備品を表す。『女教皇の瞳』において、特定のキャラクターに装備させることで追加の効果が得られるカードが登場した。
パワーカード
キャラクターの精神力を表す。固有のカードとして存在するものではなく、上記のカードを裏にしてキャラクターの下に配置する。攻撃やプロジェクトカード・ファストカードのコスト（スキルやカードの効果によっては手元に戻るカード候補）として用いられるため、常に運用配分を考慮に入れる必要がある重要な要素。何らかの効果が発揮されない限り、原則として伏せられたカードの内容を確認することはできない。

### 分類アイコン
キャラクターカード、ならびにそれに影響を及ぼす各カードにはキャラクターの種族や所属、職業を表すものとして分類アイコンが記されている。アイコンは♂と♀の2種類が存在（一部例外あり）し、ブレイクやカードの効果範囲などに影響する。
スチューデント
学生のキャラクター。アイコンは詰襟（♂）とセーラー服（♀）。
ワーカー
職業を持つキャラクター。アイコンはスーツ（♂）とつるはし（♀）。
アスリート
運動能力を持つキャラクター。アイコンは男女ともスニーカー。
スカラー
学者や賢者など、専門的な知識を有するキャラクター。アイコンは男女とも本。
タレント
カリスマ性を持つキャラクター。アイコンは男女ともマイク。
霊能者
霊能力を持つキャラクター。アイコンは男女とも大幣（お払い棒）。
クリーチャー
ホムンクルスなど、人為的な力で造られたキャラクター。アイコンは丸底フラスコ（♂）と三角フラスコ（♀）。
ミスティック
魔力を持つキャラクター。アイコンはアンク（♂）と水晶玉（♀）。
ヴァンパイア
吸血鬼のキャラクター。アイコンは棺桶（♂）とコウモリ（♀）。
鬼
鬼、または巨人のキャラクター。アイコンは男女とも金棒。
モンスター
伝承に登場する怪物のキャラクター。アイコンは怪物の爪（♂）と怪物の足跡（♀）。
悪魔
悪魔のキャラクター。アイコンは男女とも槍と悪魔の尻尾。
ワーウルフ
狼、もしくはイヌ科の特徴を持つキャラクター。アイコンは男女ともに狼の頭部。
ワータイガー
虎、もしくはネコ科の特徴を持つキャラクター。アイコンは豹の尻尾（♂）と虎の頭部（♀）。
イレイザー
宇宙人、もしくは天使の羽を持つキャラクター。アイコンは畳まれた天使の羽（♂）と広げた天使の羽（♀）。Saga1のみ女性はサングラスだった。
ドラグーン
龍もしくは爬虫類の特徴を持つキャラクター。アイコンは男女とも竜のシルエット。
サイボーグ
改造手術を施された人間のキャラクター。アイコンは機械の目（♂）と機械の拳（♀）。
ウォーリアー
戦闘に秀でたキャラクター。アイコンは♂が剣と盾、♀が交差する剣。
スキャナー
超能力を持つキャラクター。アイコンは掌から出る渦（♂）と目から出る渦（♀）。
トライ
三つ目、もしくはそれに類するキャラクター。アイコンは男女とも三つ目（ただし、男性は第3の目が縦）
性別の存在しないアイコン
アンドロイド
人造人間のキャラクター。アイコンはロボット。
マーメイド
人魚、もしくは水棲生物のキャラクター。アイコンは人魚の尻尾。名前からして性別が無いと言うより男性（マーマン）がいないと言う方が正しい。
ゴースト
霊体や神のように実体を持たない（もしくは憑依している）キャラクター。アイコンは幽霊。
マシン
人型ではない機械のキャラクター。アイコンはネジ。
アンデッド
何らかの方法で屍体から蘇った（蘇らされた）キャラクター。アイコンは髑髏。

### 各勢力の特徴
阿羅耶識>WIZ-DOM>ダークロア>阿羅耶識、E.G.O.>極星帝国>イレイザー>E.G.O.とのように天敵関係がある（左が優位）。ただし、Saga1の頃はE.G.O.=イレイザー、Saga2の頃はE.G.O=極星帝国と、お互い同士で天敵だった（当時は5勢力だったため）。
E.G.O.
超能力集団、Evolutional Generations Organizaitionの略。『オリオンの少年』以前は女性の超能力者しか存在しなかったため、当時はEvolutional Girls Organizaitionだった。大正時代に阿羅耶識を離脱した斎木更科が興した斎木財閥が基となり、当代の斎木遊名が設立。E.G.O.に所属している学生は斎木財閥運営の学校に通う、メイドは斎木財閥お抱えなど、ほとんどのキャラクターが斎木財閥に関係している。また、斎木財閥が開発した数々の新兵器を持つ。
パワーカードの枚数によって影響を受けるキャラクターが多い。メインアイコンはスチューデントやワーカーで、セットできるパワーカードが多く、それによるブレイクの速さが売り。
阿羅耶識
3世紀ごろから続く東洋の呪術同盟で、南北アメリカやオセアニアの原住民も含まれる。名前の由来は仏教用語の「阿頼耶識」。SagaIIのプレストーリーで極星帝国によって中国本部が壊滅し、日本支部が臨時の本部となる。美鈴が戦死したのはこの直後。
防御に長け、相手の動きを無効化するカードが多いが、攻撃力が低いのが難点。また、WIZ-DOMの天敵という設定から精神攻撃に耐性を持つカードも多い。霊能者（巫女など）が多め。
WIZ-DOM
4世紀頃から続く西洋魔術の秘密結社だが、中東も含まれる。名前の由来は「wisdom（知恵）」。最高機関は5部門（戦闘、経済、生産、教育、宗教）の長による「五人会議」。各長の地位は同等だが、知謀の差からクラリスの思惑通りに動くようである。なお、宗教部門があるように宗教関係者も所属しているが、魔女狩りを受けて衰退した時代がある。
精神攻撃力を持つキャラクターと、相手を直接攻撃・除去するカードが多い。ミスティック（攻撃魔法使いと宗教関係者）、スカラー（それ以外の魔法使い）、ホムンクルスがメイン。
ダークロア
人類誕生前である60万年前から存在する古のモンスターたちの末裔。明確な組織ではなく寄り合い所帯なため、組織だった行動は苦手。
モンスターと神との境界が曖昧なためか、神の名を持つ者も存在し、阿羅耶識の神（日本神話やヒンドゥー教など）と同じ名を持つ者までいる。
攻撃力強化型のカードが豊富。また、パワーカードに影響を及ぼすカードが多い。鬼やワーウルフなど、あまり他の勢力にブレイクされない（逆に言えば他の勢力からブレイクしづらい）アイコンが多め。
極星帝国
極星とは北極星（天の中心）のこと。オリジナルキャラクターには星の名前が付いている。SagaIIから登場した「並行世界の地球」からの侵略者。以前は七つの王国で争っていたが、レムリアの王であり、あちらの世界では最強のマインドブレイカーであるマクシミリアン・レムリアース・ベアリスが統一を果たし初代皇帝と成る。なお、OVAでの皇帝は小学生ぐらいの少年の姿をしている。
平行世界という設定から、他の勢力のキャラクターと双方向ブレイクが可能なネームキャラクターが存在する。また、こちらの世界の英雄をアンデッドとして蘇らせて手駒にもしている。なお、こちらの世界で蘇らされたアンデッドには逆らったら塵に帰すように細工がされている。
場全体に影響を及ぼすカードが多いほか、ダメージ置き場にあるカードを活用する傾向がある。また、後述するアグレッシブを持つキャラクターを「皇帝に逆らう可能性のある者」として狙い撃つカードが多い。さらにブレイクスルーやバインドを持つキャラクターも多め。全体にウォーリアー、アンデッドアイコンなどが多めだが、平行世界という設定から阿羅耶識、WIZ-DOM、ダークロアに関係するアイコンは総て持つ。逆に科学が発達しなかったため捕虜などを除き機械系のアイコンは皆無。
イレイザー
異星人艦隊。全てを滅ぼす苛烈な攻撃から地球側からはイレイザー（消し去るもの）と呼ばれる。が、あくまでも方面軍にすぎず全容は不明。SagaIIでは撤退命令を受けたとして使用が不可だった（一部キャラは他勢力に所属という形で登場）が、Saga3から再び使用可能になる。
天使の姿を持つネームレベルキャラクターは、女性は天使のラテン語名、男性はアラビア語名を持つため、過去に地球に来訪して人類を導いたとも言われている。そのためWIZ-DOMはイレイザーと同盟を結ぶこともある。その他にはィアーリス、ラユューなど日本語では発音が困難なネームが多い。
攻撃力に特化し、相手の場が整う前に攻める速攻型キャラクターが多い。イレイザーアイコン、サイボーグ、天使、ドラグーンなどが多い。宇宙船も登場するが、ゲームバランス上、竹刀で真っ二つにされたりする。

### 基本ルール

#### ゲームの流れ
1. ドローフェイズ：自分の手番の最初にデッキからカードを引く。引くことのできるカードの枚数は基本的に1枚だが、自分が支配しているキャラのスキルによって、増減する。
2. 勢力フェイズ：まだ支配の及んでいないカード/キャラを行動させる（アグレッシブ判定・詳細は後述）。
3. メインフェイズ：手札の中にあるキャラを「勢力エリア」に置いたり、支配しているキャラを行動させる。また、支配しているキャラに相手を攻撃（アタック）させたり、ブレイクカードをセットしてキャラをパワーアップさせる。
4. パワーカードフェイズ：勢力エリアに置いたキャラに「パワーカード」をセットして支配する。キャラ固有の精神力分だけパワーカードをセットし、支配できる。
5. ディスカードフェイズ：手札の上限以下になるまで手札枚数を調整する。

#### バトル（アタックとガード）
自分の支配したキャラで相手を攻撃することを「アタック」といい、逆に相手のアタックに対しては、自分の支配しているキャラを使って「ガード」も行える。
アタック、ガードともに自分の支配キャラにセットされているパワーカードをコストとして支払う。そのため、1回の手番においては、その時点でセットされているパワーカードの数までしかアタックは行えない。また、アタック宣言とアタック自体は別（ガードについても同様）であり、宣言が行われても状況によってアタックもしくはガードそのものが成立しない場合（該当するキャラクターが除去された場合など）もある。
各カードの発動条件も「アタック/ガード」と「宣言」は明確に区別されているので注意が必要。
アタックに対してガードが成立するとキャラクター同士のバトルとなり、それぞれの攻撃力（左下）と防御力（右下）で結果が判定され、負けたほうは捨て札になる。
ただし、攻撃力の数値が( )で囲まれた値は精神攻撃力と呼ばれ、精神攻撃力による攻撃（精神攻撃）の場合は、パワーカード（勢力エリアのキャラクターに対しては精神力）に対する攻撃となる。精神攻撃を受けたキャラクター（勢力エリアのキャラクターを除く）は、精神攻撃力の数だけパワーカードを捨て札置き場に送られる（ただし、パワーカードを払いきれない場合（致死ダメージ）は負けとなり捨て札になる。致死ダメージを受けた場合はパワーカードを捨て札置き場に送られない（キャラクターが捨て札になることで結果として一緒に捨て札置き場に送られるが、「バインドX」を使用してキャラクターを場に残した場合にこのルールが意味を持つ）。このため、致死ダメージとなる精神攻撃よりもパワーカードすべてを捨て札置き場に送れる精神攻撃の方が効果が大きい場合もある）。
なお、攻撃力と精神攻撃力は明確に区別されており、精神攻撃力を持つキャラクターに攻撃力を上げる効果を使った場合、上がる攻撃力は精神攻撃力に換算されるのではなく、精神攻撃力とは別に攻撃力を持つ（逆のケースでも同様）。例えば、(3)点の精神攻撃力を持つキャラクターに3点の攻撃力アップ効果を使用した場合、(3)点の精神攻撃力+3点の攻撃力を持つ。また、攻撃力および精神攻撃力が0点であっても、「0点のダメージを与える」とされ、攻撃自体は成立することに注意（特に、マジック・ザ・ギャザリングでは0点の攻撃をした場合攻撃は成立しないため、同じように攻撃が失敗すると勘違いされるケースが散見される）。
バトルの結果捨て札になったネームレベルは、マインドブレーカーへのダメージとなる。
自キャラがガードを選択しない場合、アタックした相手キャラクターの攻撃力（と、精神攻撃力）の分だけ自デッキからカードをめくり、それがキャラクターカードなら勢力エリアにセット、キャラクター以外ならマインドブレーカーへのダメージとなる。
ダメージの蓄積が10になるか、デッキのカードがゼロになり、さらにカードを引く必要が生じると負けとなる。

#### ブレイク
このゲーム最大の特徴がブレイクである。プレイヤーはキャラクターの内なる能力を開花させるという設定で、キャラクターカードをパワーアップさせることができる。これをブレイクと呼び、より多くのキャラクターをブレイクさせたプレイヤーほど相手に勝率が高くなる。
ブレイクカードをセットするには、カードごとに異なるファクターとコストを必要とする。
ファクターとは「その勢力のキャラを何人支配しているか」で、コストとは「支配しているキャラから支払われるパワーカードの数」である（例：E.G.O.の3ファクター、2コストと書かれたカードの場合、自分のエリアにE.G.O.のキャラクターが3人以上存在しており支配しているキャラクターから合計2枚、パワーカードを捨て札置き場に送らなければいけない）。
また、ブレイクする場合は分類アイコンが同じでなくてはいけない（条件によっては例外あり）というルールもあり（例：スチューデント♀アイコンのカードをブレイクする場合、ブレイク後のカードもスチューデント♀アイコンを持っていなくてはいけない。また、これを利用してドラグーン♀アイコンを持つイレイザーのキャラクターが、同じドラゴン♀アイコンを持つ阿羅耶識や極星帝国のキャラクターにブレイクすることも可能）、さらにカードによっては2種類の分類アイコンを持つカード（例：スチューデントとタレント）もあり、これらのカードは2種類のタイプにブレイクできることから、双方向ブレイクと呼ばれる。
ネームレベルのキャラクターをブレイクする場合は同じネームのブレイクカードでなければならないというルールもある（例外については、カードテキストに記載されている。2段、3段ブレイクと呼ばれるカードは、カードテキストにネームだけでなく、それ以外の部分まで含めたカード名称のカードしかブレイクできないと書かれるなど）。
ブレイクは、敵の勢力または支配エリアのパワーカードが付いていないキャラクターに対しても行うことができ、これを横取りブレイクという。横取りブレイクが成立した場合、素体となったキャラクター及びそれについているカードはすべて捨て札置き場（ブレイクカードとネームレベルキャラクターはダメージ置き場）に置かれ、ブレイクカード自身が素体となる形で場に出る。
ブレイクを実行する際、何らかの効果でブレイク条件が満たされなかった（ファクターの減少、素体となるキャラクターの除去など）場合、そのカードは捨て札置き場に置かれる（場に配置されていないため、その時点ではブレイクキャラクターではないことに注意）。

#### 能力
キャラクターの中には特別な能力を持っているものがおり、それらはアビリティ・エフェクト・スキルの3種類に大別される。ここではスキルについて説明するが、それ以外の能力は簡単に以下の通り。
アビリティ
発動条件に合致した場合に無条件で適用されるもの。
エフェクト
オーナー（そのキャラクターを支配しているプレイヤー）が任意のタイミングで使用を宣言できる（コストや目標等、条件によっては発動するとは限らない）もの。
これらの能力は、パーマネントや他のキャラクターの能力によって与えられたり無効化されることもある。無効化（効果を発揮しない状態）されても能力自体は失われているわけではなく（『失う』と明記されている場合は例外）、他の能力やカードの発動条件には含まれるため、注意が必要。

##### スキルの種類と解説
▼（アグレッシブ）
各勢力の勢力フェイズに、このスキルを持つキャラクターが各勢力エリアの一番上にいた場合、そのキャラクターはプレイヤーに対して攻撃を行う。通常のアタック同様ガード可能。アグレッシブ判定は白→赤→青→緑→黄→黒の順で行われ、基本的に巻き戻されることはない。判定は段階的に行われるため、判定途中で下位の勢力に▼が出た場合も順番どおりに判定が行われる（ある勢力の▼判定時に新たな同色の▼が出ても判定は行われないので注意）。特定の勢力が存在しない場合でも判定は最後まで順番に行われる。
ドロー+X / ドロー-X
ドローフェイズの規定の効果でカードをデッキから手札に加えなければならない枚数が増減する。ただし、マイナスにはならない（0にはなる）。使用は強制なので、ドローフェイズにドロー+の効果で増えた枚数分のデッキがなければ直ちに敗北となる。
チャージX
パワーカードフェイズに山札から直接パワーカードをセットできる枚数が増加する。使用は任意。山札からカードをセットする際に内容を確認することはできない。
インターセプト
ガードの際に支払うコストが1減少する。ブーストやアビリティの影響を受けるので注意。
ブーストX
アタック宣言の際に追加でコストを支払うことで、相手のガードコストを同数上昇させる。
ブレイクスルー
このスキルを持つキャラクターは、ブレイクしていないキャラクターにガードされない（ガード宣言は可能）。
パーマネント+X / パーマネント-X
このスキルを持つキャラクターにセットできるパーマネントの枚数が増減する。ただし、マイナスにはならない（0にはなる）。セット可能な枚数を超えたパーマネントはただちに捨て札にしなければならない。捨て札は最も新しくセットされたパーマネントから順に処理される。
イニシアチブ
キャラクターがバトルする時に使用するスキルで、相手キャラクターよりも先にバトルダメージを与えることが可能（相手の耐久力を超えた時点で一方的に倒すことができる）。ただし、両者がイニシアチブを持つ場合には通常の処理が行われる。
ペネトレイト
このスキルを所有するキャラクターの攻撃力が相手の耐久力を上回った場合、上回った分の値だけ相手プレイヤーへのダメージ判定が適用される。精神攻撃には適用されない（精神攻撃力が相手のパワーを上回っても相手プレイヤーにはダメージ判定は適用されない）。
ステルス
このスキルを所有するキャラクターは、同じ勢力のキャラクター以外にガードされない（ガード宣言やそれにともなうアビリティ、エフェクトの対象にはなる）。「勢力なし」は勢力ではないので、「勢力なし」のキャラクターがこのスキルを所有する場合は、「勢力なし」を含めいかなるキャラクターにもガードされない。
シンクロ
このスキルを所有するキャラクター以外のキャラクターがアタック宣言し、相手キャラクターがガード宣言した場合、あるいは相手のアタック宣言に対してこのスキルを所有するキャラクター以外がガード宣言した場合、スキルを持つキャラクターは味方キャラクターと同時にバトルに参加できる。攻撃力は合計され、勢力やスキルも共有される。ただし、耐久力は各自そのままで、バトルによるダメージ処理は通常通り行われる。
キャパシティ+X / キャパシティ-X
プレイヤーがターン終了時に所有できる手札の枚数が増減する。ただし、マイナスにはならない（0にはなる）。
リムーブX
このスキルを持つキャラクターが支配エリアにいる場合、プレイヤーはドローフェイズ開始時にそのキャラクターからX枚のパワーカードを支払う。支払えない（または支払わないことを選択した）場合、そのキャラクターはただちにオーナーの勢力エリアに移動する。このコストはインフィニティの対象には含まれない。
レジスト?
このスキルを持つキャラクターは、?に書かれた勢力もしくは分類のキャラクターとのバトルによるダメージ（バトル以外のダメージは除く）を受けない。
プロテクト?
このスキルを所有するキャラクターは、?の勢力のプロジェクトカード（ファストは除く）の効果を受けない。
インフィニティ
このスキルを持つキャラクターから支払われたアタック宣言・ガード宣言・エフェクトのコストは、オーナーの手札に戻る（スキルは含まれない）。
オフェンシブ
このスキルを所有するキャラクターが他のプレイヤーを目標としてアタック宣言した場合、アタックコストはオーナーの手札に戻る（ブースト分も含まれる）。スキル発動前にカードの内容を確認することはできない。
ディフェンシブ
このスキルを所有するキャラクターが支配キャラクターのアタック宣言に対してガード宣言した場合、ガードコストはオーナーの手札に戻る。オフェンシブ同様、スキル発動前にカードの内容を確認することはできない。
シールド
このスキルを所有するキャラクターはバトル以外のダメージを受けない。同様の効果を持つアビリティとの混同に注意。
バインドX
このスキルを持つキャラクターが場から除去される際、Xコストをダメージ置き場に置くことで、このキャラクターおよびセットされているカードを場に残すことができる。使用は任意。耐久力を0にされた場合、バインドを使用しても耐久力は戻らないので、バインド0以外では耐えることができない（耐久力を1以上に戻せば残すことは可能）。また、スキルのため使用コストはインフィニティの対象には含まれない。

## シリーズ
各カードにはそれぞれどのパックに封入されているかを示す記号が描かれている。同一のカードであってもパックによって絵柄やレアリティが異なる場合がある。

### アクエリアンエイジ (Saga1)
- 覚醒の乙女たち：（1999年7月30日）
- 双児宮（ジェミニ）の鏡：（1999年11月25日）
  - 双方向ブレイク初登場
- 獅子宮（レオ）の戦旗：（2000年5月25日）
- 天蠍宮（スコルピオ）の宿命（さだめ）：（2000年11月30日）
  - 新スキル「インフィニティ」「キャパシティ」「シンクロ」「ブースト」「ブレイクスルー」「プロテクト」「リムーブ」登場
  - 3段ブレイク初登場
- 悠久の処女宮（ヴァルゴ）：（2001年5月18日）
  - 双児宮・覚醒からの再録カードが多数封入
- 夢幻の天秤宮（ライブラ）：（2001年10月25日）
  - 3段ブレイク追加
  - 各勢力に4枚組ブレイク収録
- 磨羯宮（カプリコン）の女神：（2002年2月27日）
- オリオンの少年：（2002年11月）
  - 初の独立型エクスパンション
  - 男性キャラクター（男性アイコン）初登場

### アクエリアンエイジ SagaII
- スターターパック・ブースターパック：（2002年11月1日）
  - SagaIIの基本セット
  - 極星帝国登場。イレイザーが撤退により一時消滅。
- 麗しのカシオペア <プレミアムエクスパンション>：（2003年2月27日）
- 金牛宮（タウルス）の猛襲：（2003年5月23日）
  - プロジェクト・パーマネントが強化
- 愛しのアンドロメダ <プレミアムエクスパンション>：（2003年7月25日）
  - キャラクターのみで構成された特別なエクスパンション
- 双魚宮（ピスケス）の深淵：（2003年10月24日）
  - SagaIからの再録キャラ封入
- 閃光のサザンクロス <シンプルスタイル>：（2003年12月25日）
  - シンプルスタイル対応エクスパンション
- ユニコーンの恋人 <プレミアムエクスパンション>：（2004年2月20日）
- 情熱の白羊宮（アリエス）：（2004年5月20日）
  - 4枚組ブレイク再登場
- フェニックスの羽 <プレミアムエクスパンション>
- ペルセウスの勇者 <シンプルスタイル>：（2004年7月29日）
- 魔弾の射手座（サジタリウス）：（2004年10月21日）
  - 3段ブレイク多数封入
- 蛇使い（アスクレピオス）の杖：（2005年2月24日）

### アクエリアンエイジ Saga3
- 逆襲の巨蟹宮（キャンサー）：（2005年6月30日）
  - Saga3スタイル開始
  - イレイザー復活
  - 効果を受ける目標が明文化される
- 魔術師の呪文（スペル）：（2005年10月28日）
  - このパックからエクスパンションの名前が星座からタロットカード（大アルカナ）に変わる
  - プロジェクト・ファスト強化
- 悪魔の契約（デビルズ・ノート）：（2006年4月27日）
- 恋人達の協奏曲（ラバーズ・コンチェルト）：（2006年6月29日）
  - バーニアエクスパンション第一弾
- 女教皇の瞳（ハイプリエステス・アイ）：（2006年11月10日）
  - 特定キャラに効果を付加するパーマネントが登場
- 太陽の恵み（ブライトブレス）：（2007年2月22日）
  - バーニアエクスパンション第二弾。このエクスパンションより、パックにアクエリアンエイジオルタナティブのカード（アクエリアンエイジでは使用できない）が含まれるようになった。
- 月光の秘儀（ムーンマイス）：（2007年5月25日）
  - この弾からビジュアルフレームが登場
- 運命の輪（ホイールオブフォーチュン）：（2007年8月24日）
  - バーニアエクスパンション第三弾
- 遺伝子の力（ジェネティックストレングス）：（2007年11月22日）
- 隠者の森（ハーミットフォレスト）：（2008年2月22日）
  - バーニアエクスパンション第四弾
- 審判の日（ジャッジメントデイ）：（2008年5月23日）
  - 極星帝国以外の男性ネームレベルの二段ブレイク、他の勢力のファクターを持つカードが登場。
- ベストセレクション：（2008年8月22日）
  - 「悪魔の契約」「恋人達の協奏曲」「女教皇の瞳」「太陽の恵み」「月光の秘儀」「運命の輪」からの再録と、「アクエリアンエイジオルタナティブ」のキャラクターをアクエリアンエイジ仕様のカードとして収録。
- 星の煌輝（トゥインクルスター）：（2008年8月22日）
  - バーニアエクスパンション第五弾
- 皇帝の宝冠（エンペラークラウン）：（2008年11月28日）
- 教皇の祭壇（ハイエロファントアルター）：（2009年2月20日）
  - バーニアエクスパンション第六弾
- 絶神の戦車（チャリオットオブパニッシュ）：（2009年5月22日）

### アクエリアンエイジ
- メモリアルセレクション：（2009年7月30日）
  - 「結城望デッキ」「厳島美晴デッキ」「夜羽子アシュレイデッキ」の構築済みデッキ、またメモリアルセレクションを同梱したメモリアルボックスも同時発売された。
- 正義の鼓動（アナザージャスティス）：（2009年8月28日）
- エキストラエクスパンション・クイーンズブレイド：（2009年10月23日）
  - エキストラ構築済みデッキも同時発売された。
- 修行者の魂（スピリットオブシーカー）：（2009年11月27日）
- 望刻の塔（タワーオブウィル）：（2010年2月26日）
  - ドラマCDを同梱したスペシャルボックスも発売された。
- エキストラエクスパンション・BLAZBLUE：（2010年2月26日）
- 調和の杯（カップオブハーモニー）：（2010年6月25日）
- 冥約の少女（デットリーイノセンス）：（2010年10月8日）
- 愚者の宝石（ファンタスティックジュエル）：（2010年12月24日）
  - ベストセレクション
- 女帝の聖楔（セイクリッドウェッジ）：（2011年2月25日）
- 約束の世界（ピースオブザワールド）：（2011年6月24日）
- 始まりの地球（ほし）：（2011年10月28日）
  - 構築済みデッキ2種類、スペシャルボックス同時発売
- 魔力の水嶺（すいれい）：（2012年2月24日）
- 冥烙の門：（2012年6月22日）
- 金色の閃姫：（2012年11月9日）
- 黎明の女神：（2013年8月23日）

また、プラチナパックというスペシャルパックがあり、主にアニメやゲームなどのキャラがカードとなっている。

## おもなイラストレーター（一部）
シリーズによって参加しているイラストレーターは異なる。
| - あさぎ桜 - あずまきよひこ - あづみ冬留 - E=mc² - 飯塚武史 - いくたたかのん - 征海未亜 - 石田敦子 - 壱河きづく - 依澄れい - 狗神煌 - うるし原智志 - 大野哲也 | - 大橋薫 - OKAMA - 尾崎弘宜 - 思い当たる - CARNELIAN - 克・亜樹 - かなん - 河南あすか - かわく - きみづか葵 - 霧賀ユキ - 楠桂 - CLAMP | - こげどんぼ* - 後藤なお - 坂井きゅう太 - 桜沢いづみ - ささきむつみ - 愁☆一樹 - しんたろー - 末弥純 - すぎやま現象 - 鈴平ひろ - 純珪一 - 高雄右京 - 田口順子 | - 立川虫麻呂 - 中央東口 - てぃんくる - 天広直人 - 篤見唯子 - 七尾奈留 - 七瀬葵 - 成瀬ちさと - Niθ（にしー） - 西田亜沙子 - 西又葵 - 新田靖成 - 野火ノビタ | - 花屋敷ぼたん - 羽々キロ - 早瀬あきら - 原田たけひと - PEACH-PIT - ひな。 - ひびき玲音 - 樋上いたる - 藤枝雅 - 藤真拓哉 - POP - ぽよよん♡ろっく - 真時未砂 - 美樹本晴彦 | - 水上広樹 - 宮下未紀 - 村上水軍 - ムラナコ - 室井ふみえ - 萌木原ふみたけ - 森嶋プチ - 矢野たくみ - 山田J太 - 夢路キリコ - 美水かがみ - 蘭宮涼 - 渡辺真由美 |

### その他のイラストレーター
- 音宮つばさ（声優）
- 氷上恭子（声優）
- 工画堂スタジオ

## 関連番組
- 温子と隼人のアクエリ放送局 - 音泉で毎週火曜日に配信。かつてはラジオ関西でも放送されていた。
- 浪川大輔と新谷良子のカオシック×アクエリアンナイト - 『温子と隼人のアクエリ放送局』の前番組。かつては音泉とラジオ関西で放送されていた。
- でじこのへや - アクエリアンエイジコーナーにて紹介。ラジオドラマなどを放送。

## 書籍

### ビジュアルブック
- アクエリアンエイジ 覚醒の乙女たち 公式ビジュアルブック 1999年12月発売。発行：角川書店。ISBN 4-04-707038-6
- アクエリアンエイジ 双児宮の鏡 オフィシャルビジュアルブック 2000年3月発売。発行：ソニーマガジンズ。ISBN 4-7897-1524-8
- アクエリアンエイジ 獅子の戦旗 オフィシャルビジュアルブック 2000年9月発売。発行：ソニーマガジンズ。ISBN 4-7897-1570-1
- アクエリアンエイジ 天蠍宮の宿命 オフィシャルビジュアルブック 2001年6月発売。発行：ソニーマガジンズ。ISBN 4-7897-1706-2

### 小説
- アクエリアンエイジ 鬼姫転生 2000年5月発売。発行：角川書店。ISBN 4-04-423801-4
- アクエリアンエイジ 宝瓶宮の扉1 2000年5月発売。発行：ソニーマガジンズ。ISBN 4-7897-1563-9
- アクエリアンエイジ 宝瓶宮の扉2 2001年3月発売。発行：ソニーマガジンズ。ISBN 4-7897-1591-4
- アクエリアンエイジ 悠久の処女宮 2001年5月発売。発行：角川書店。ISBN 4-04-423802-2
- アクエリアンエイジ Sign for Evolution 2002年3月発売。発行：角川書店。ISBN 4-04-423803-0
- アクエリアンエイジ フラグメンツ 2012年1月発売。発行：創芸社。ISBN 4-8814-4149-3

### コミック
- アクエリアンエイジ 全2巻 2000年3月、2001年5月発売。発行：ワニブックス。漫画：角井陽一。ISBN 4-8470-3343-4、ISBN 4-8470-3403-1
- アクエリアンエイジ 公式コミックアンソロジー 2000年5月発売。発行：ソニーマガジンズ。ISBN 4-7897-1558-2
- アクエリアンエイジ 公式コミックアンソロジー2 2001年3月発売。発行：ソニーマガジンズ。ISBN 4-7897-1667-8
- アクエリアンエイジ 翼の記憶 全2巻 2001年6月、12月発売。発行：角川書店。漫画：八重咲馨。ISBN 4-04-712270-X、ISBN 4-04-712288-2
- あくるちゃんブレイク 2002年3月発売。発行：角川書店。漫画：愁☆一樹。ISBN 4-04-712296-3
- あくるちゃんHigh! 2002年11月発売。発行：角川書店。漫画：愁☆一樹。ISBN 4-04-712313-7
- アクエリアンエイジ 星の系譜 2002年11発売。発行：角川書店。漫画：八重咲馨。ISBN 4-04-712312-9
- アクエリアンエイジ Girls a War War! 2004年3月15日発売。発行：学習研究社。ISBN 4-05-603450-8
  - 学習研究社発行のメガミマガジン誌上に連載された漫画『アクエリアンエイジ カードマスターへの道』と『アクエリアンエイジ外典 Girls a War War!』をまとめた単行本。各勢力のメインキャラクターが登場しているが、真由美がオヤジ趣味だったりレイナが熱烈なカレー信奉者（極星帝国がカードカラーから「カレー帝国」と呼ばれたため）だったりと、まったくの別人といっていいほど性格が極端にデフォルメされている。脚本：加納新太。漫画：あさぎ桜。
- アクエリアンエイジ オリオンの少年 全5巻 発行：スクウェア・エニックス。漫画：極楽院櫻子。
  1. 2001年11月27日発売。ISBN 4-75-750576-0
  2. 2002年3月27日発売。ISBN 4-75-750659-7
  3. 2002年10月25日発売。ISBN 4-75-750816-6
  4. 2003年3月27日発売。ISBN 4-75-750907-3
  5. 2003年10月27日発売。ISBN 4-75-751056-X
- アクエリアンエイジ キングスブレイカー 全2巻 発行：ジャイブ。漫画：羽々キロ・翔音あや。
  1. 2005年2月7日発売。ISBN 4-86-176068-2
  2. 2005年5月7日発売。ISBN 4-86-176132-8
- のえる☆evolution 2005年4月7日発売。発行：ジャイブ。漫画：羽々キロ・翔音あや。ISBN 4-86176-127-1
- アクエリアンエイジ 始まりの地球 コンプティーク連載 2012年9月22日発売。発行：角川書店。脚本：加納新太。ISBN 4-04-120407-0

## テレビアニメ
2002年、『アクエリアンエイジ Sign for Evolution』と題してテレビ東京、テレビ愛知、テレビ大阪の3局で放送。ステレオ放送、ワイドサイズ制作。
テレビアニメ版に登場する流水子、カナエ、未郷（カード名はセラフィム“ジョエル”）、ユイ、明日見の5人は、「夢幻の天秤宮」におけるイメージキャラクターである。

### キャスト
括弧内は歌唱シーンの担当者。
- 上倉多響太 - 田中伸幸（柿島伸次）
- 山王依子 - 青木麻由子
- 阪元流水子 - 西村ちなみ
- 広田伸吾 - 小西克幸
- 小島純一 - 吉野裕行
- 更科、予告ナレーション - ゆかな
- 虻戸啓児 - 森川智之
- 杜乃カナエ - 高橋美佳子
- 宝月明日見 - 南央美
- 檸檬 - 伊藤実華
- 平群キリコ - 城雅子
- 香野ユイ - 氷上恭子
- 雪邑未郷 - 高島雅羅
- 阿羅耶識東 - 大原さやか
- 阿羅耶識西 - 斎賀みつき
- 阿羅耶識南 - 柚木涼香
- 阿羅耶識北 - 能登麻美子
- リュウセイ - 千葉進歩（REN）
- 上倉多尚之 - 渡部猛
- 上倉多恵子 - 岡本嘉子

### スタッフ
- 原作 - ブロッコリー
- ストーリー原案、監督 - 大橋誉志光
- 監修 - 中井まれかつ[7]
- シリーズ構成 - 相馬和彦
- キャラクターデザイン - 阿部恒
- 更科、檸檬キャラクター原案 - 八重咲馨
- 総作画監督 - 室井ふみえ
- 美術監督 - 小倉宏昌
- 色彩設計 - 角本百合子
- 撮影監督 - 白井久男
- 編集 - 松村正宏
- 音響監督 - たなかかずや
- 音楽 - 梶浦由記
- プロデューサー - 北山茂、諸澤昌男、小林弘靖
- アニメーション制作 - マッドハウス
- 製作 - ビクターエンタテインメント

### 主題歌
オープニングテーマ「Everlasting Love」
作詞 - 三重野瞳 / 作曲・編曲 - 原一博 / 歌 - SeYUN
エンディングテーマ
「PRISM」(#01 - 12)
作詞 - 芦原みき / 作曲 - Little Voice / 編曲 - 清水武仁 / 歌 - T.L.Signal (#01) 、芦原みき from Little Voice (#02 - 12)
「Unseen ties 〜Everlasting Love」 (#13)
歌 - SeYUN
- 「Everlasting Love」の英語バージョン。

### 各話リスト
| 話数 | サブタイトル                         | 脚本     | 絵コンテ       | 演出       | 作画監督                              |
| ---- | ------------------------------------ | -------- | -------------- | ---------- | ------------------------------------- |
| 1    | 深青の序曲（しんせいのじょきょく）   | 相馬和彦 | 大橋誉志光     | 大橋誉志光 | 阿部恒 春日井浩之                     |
| 2    | 炎緑の予感（えんりょくのよかん）     | 荒西大介 | 松尾衡         | 上野史博   | 柳瀬雄之                              |
| 3    | 濁赤の憂鬱（だくせきのゆううつ）     | 霧海正悟 | 松尾衡         | 松尾衡     | 北尾勝 春日井浩之                     |
| 4    | 潜黒の供物（せんこくのくもつ）       | 筆安一幸 | こでらかつゆき | 石倉賢一   | 山本善哉 斉藤和也                     |
| 5    | 閃白の必然（せんぱくのひつぜん）     | 相馬和彦 | 畠山茂樹       | 畠山茂樹   | 小林一三                              |
| 6    | 幻緑の救済（げんりょくのきゅうさい） | 荒西大介 | 秦義人         | 秦義人     | 金子ひらく                            |
| 7    | 深紅の分蘖（しんくのぶんけつ）       | 相馬和彦 | 上野史博       | 上野史博   | 柳瀬雄之                              |
| 8    | 薄紫の覚醒（はくしのかくせい）       | 荒西大介 | 松尾衡         | 松尾衡     | 北尾勝 春日井浩之                     |
| 9    | 烈銀の残影（れつぎんのざんえい）     | 霧海正悟 | 寺東克己       | 山口武志   | 関口雅浩、金紀杜 張濠晟               |
| 10   | 萌黄の此岸（もえぎのしがん）         | 相馬和彦 | 腰繁男         | 有冨興二   | 金紀杜                                |
| 11   | 藍碧の渦動（らんぺきのかどう）       | 杉原研二 | 寺東克己       | 山内東生雄 | 青野厚、金子ひらく 今井武志、石川健介 |
| 12   | 退紅の葛藤（あらぞめのかっとう）     | 霧海正悟 | 小島正士       | 小島正士   | 工藤昌史、筱雅律 菅野利之             |
| 13   | 純白の抱擁（じゅんぱくのほうよう）   | 相馬和彦 | 大橋誉志光     | 大橋誉志光 | 北尾勝、春日井浩之 金紀杜             |

### 放送局
| 放送対象地域 | 放送局     | 系列           | 放送期間               | 放送日時                               |
| ------------ | ---------- | -------------- | ---------------------- | -------------------------------------- |
| 関東広域圏   | テレビ東京 | テレビ東京系列 | 2002年1月3日 - 3月28日 | 木曜 25:15 - 25:45（金曜 1:15 - 1:45） |
| 愛知県       | テレビ愛知 | テレビ東京系列 | 2002年1月14日 - 4月1日 | 月曜 25:15 - 25:45（火曜 1:15 - 1:45） |
| 大阪府       | テレビ大阪 | テレビ東京系列 | 2002年1月14日 -        | 月曜 26:15 - 26:45（火曜 2:15 - 2:45） |

## OVA版
『アクエリアンエイジ Saga II 〜Don't forget me…〜』のタイトルで、2003年11月21日に発売されたOVA。登場キャラクターは第1弾から登場しているアクエリの顔役とも言えるメンバーである。
登場キャラクター・声の出演
- 藤宮真由美 - 能登麻美子
- 厳島美鈴 - 折笠富美子
- 厳島美晴 - 榎本温子
- ステラ・ブラヴァツキ - 朴璐美
- 夜羽子・アシュレイ - 横手久美子
- レイナ・アークトゥルス - 沢城みゆき
- 東海林光 - 大原さやか
- ランスロット軍指揮官 - 保村真
- ハンニバル軍指揮官 - 志村知幸
- アナウンサー - うすいたかやす
- 少女 - 竹中愛子
- 少女の弟 - 後藤沙緒里
- 北斗 - 冬馬由美
- 斎木遊名 - 幸田直子
- レイ・アルカード - 三木眞一郎
- 関羽 - 西村知道

スタッフ
- 監督・キャラクターデザイン・総作画監督 - 室井ふみえ
- サブキャラクターデザイン・小物設定 - 小原渉平
- 脚本 - 相馬和彦
- 絵コンテ - 室井ふみえ、小島正士、斎藤哲人、増原光幸、金紀杜、香月邦夫
- 演出 - 増原光幸、金紀杜
- 作画監督 - 室井ふみえ、山本善哉、野口孝行、金紀杜、香月邦夫
- 色彩設計 - 堀川佳典
- 撮影監督 - 杉浦充
- 美術ボード - 水谷利春、柴田千佳子、申玉澈
- 編集 - 寺内聡
- 音響監督 - たなかかずや
- 音楽 - qwerty
- プロデューサー - 手塚要、増田弘道
- アニメーション制作 - マッドハウス
- 製作 - ブロッコリー

主題歌
オープニングテーマ「Change My Heart」
作詞 - 高橋洋子 / 作曲 - 坂本裕介 / 編曲 - qwerty / 歌 - 高橋洋子
エンディングテーマ「Aquarian Age」
作曲 - Goro Watari

## 映画
2008年春に「オリオンの少年」をベースとした実写映画が公開された。

### スタッフ（映画）
- 監督 - 田原英孝
- 脚本 - なるせゆうせい
- 音楽 - 都田和志、アリス九號.

### キャスト（映画）
- 日下部要 - 桜田通

主人公。ごく普通の高校生だったが、ある日突然自分がダークロアの末裔だと知らされた少年。最近多発する「黒い翼と鋭い爪を持ったものに襲われる」事件の犯人が自分ではないかと疑い始める。
- 齋木直哉 - 栩原楽人

E.G.O.の有力者・齋木家に生まれた少年。E.G.O.の一族の掟と繰り返される勢力争いに悩んでいる。ダークロアの末裔である要と仲良くなるが、一族から彼を抹殺するよう迫られたため、苦悩する。
- 司馬一心 - 植原卓也

要と同じ高校のバスケ部の先輩。華僑系の財閥の跡取り息子でもある。家系のことで揉めた末に勘当された姉・マヤのことを今でも密かに慕っている。中浦のいる教会近くに住んでいる。
- 天羽つかさ - 木村啓太

記憶を失い、中浦にかくまわれることになった少年。性格はいたって素直で温厚だが、実はその正体はイレイザーに属する天使。記憶を失う以前は、大学の遺伝子研究所にいたのだが、ある秘密を知って逃げ出してきたらしい。
- 中浦智律 - 藤井俊清

天涯孤独でWIZ-DOMの経営する孤児院で育った青年。つかさを教会にかくまい、世話をしている。つかさの背中にある羽の痕に気が付くが、それでも彼を守り続けようとする。
- 一柳マヤ - 長澤奈央

大学付属病院でヒトゲノムの研究をしている女性。元は司馬家の長女であり、一心の姉。家系のことで揉めた末に、一家から勘当されても尚遺伝子の研究を続けている。
- 雨宮 - 綾野剛

映画版オリジナルキャラクター。手塚の新しい助手で優秀な研究員。つかさが研究所を逃げ出す前、彼の遺伝子の研究をしていた。しかし、彼がこの遺伝子研究所で働いているのには、別の目的があるらしい。
- 謎の少年 - 武瑠（SuG）

### 主題歌（映画）
「MIRROR BALL」
歌 - アリス九號.

## ドラマCD

### 初代
1999年 - 2000年。アクエリアンエイジのプロモーションの一角としてSagaIより前の時代を物語にしたCDドラマが隔月で全5話発売された。それぞれに1枚ずつCDドラマオリジナルキャラの限定プロモーションカードを封入。
- 第一話「転校生はマインドブレイカー！」
- 第二話「式神暴走！制服大作戦！？」
- 第三話「満月殺人事件」
- 第四話「Evolutional baby」
- 第五話「イレイザー襲来」

登場キャラクター・声の出演
- 斎木遊名 - 川上とも子
- 水谷凛子（アップル・スター） - 阪口あや
- 春日梓 - 茂呂田かおる
- ペレイラ - 雪野五月
- サキエル - 西沢広香
- 藤宮真吾 - 一条和矢
- 式神 - 茶風林
- 厳島美鈴 - 折笠愛
- 氷上純 - 平松晶子
- 厳島美優 - 青柳ミエ
- 飯塚秋緒 - 笹島かほる
- 雪姫 - 横奈明美
- ステラ・ブラヴァツキ - 壱智村小真
- 藤宮真由美／ルシフェル - 浅井晴美
- アンドロイド - 三澤恵巨

### ドラマCD オリオンの少年 アクエリアンエイジ
vol.1が2001年8月18日発売、Vol.2&Vol.3（2枚組み）が2001年12月29日発売。ラジオ番組「でじこのへや」内にてラジオドラマとして放送された作品のドラマＣＤ化。極楽院櫻子の同名コミックが原案。
登場キャラクター・声の出演
- 日下部要 - 関智一
- 斎木直哉 - 緑川光
- 司馬一心 - 鈴木千尋
- 中浦智則 - 鳥海浩輔
- 天羽つかさ - サエキトモ

### 7周年記念ドラマCD
アクエリアンエイジ生誕7周年を記念したドラマCD。「アクエリアンエイジ7周年記念ドラマCD付き限定BOX 前編」（2006年8月25日）と「後編」（2006年11月10日）に封入された。初代ドラマCDやOVA版とはキャストが異なるが、榎本はOVAでは美晴役として出演した。
前編の登場キャラクター・声の出演
- 藤宮真由美 - 名塚佳織
- 厳島美晴 - 阿澄佳奈
- ステラ・ブラヴァツキ - 後藤邑子
- 夜羽子・アシュレイ - 清水愛
- レイナ・アークトゥルス - 野川さくら
- ィアーリス - 水樹奈々

※これに後編からクラリスとエルジェベートの2人が登場。
後編の登場キャラクター・声の出演
- 東海林光 - 榎本温子
- 弓削遙 - 堀江由衣
- クラリス・パラケルスス - 廣田詩夢
- 鈴鹿御前 - 川澄綾子
- エルジェベート・バートリ - 平野綾
- ガブリエル - 近藤佳奈子

※これに加え前編のキャスト全員が出てくる。

### アクエリアンエイジ10thアニバーサリードラマCD
2009年8月26日発売。アクエリアンエイジ10周年を記念して発売されたドラマCD。主人公の結城望を除く登場人物4人はネットラジオ『アクエリ放送局』のパーソナリティ&アシスタントの4人で榎本、廣田は7周年記念ドラマCDと同じキャスト（7周年記念ドラマCDでガブリエル役を演じた近藤は今回別役）。
登場キャラクター・声の出演
- 結城望 - 田村ゆかり
- 東海林光 - 榎本温子
- 各務秋成 - 伊東隼人
- クラリス・パラケルスス - 廣田詩夢
- ジリアン・マキャフリー - 近藤佳奈子

### アクエリアンエイジ10thアニバーサリードラマCD2
2009年12月29日発売（12月5日からイベント会場で先行発売）。ドラマCDのタイトルは「アクエリアンエイジ10thアニバーサリードラマCD2〜我が種族の繁栄の為なら、ひと肌脱ごう。〜」。
登場キャラクター・声の出演
- ィアーリス - 水樹奈々
- ステラ・ブラヴァツキ - 後藤邑子
- ディーナ・ウィザースプーン - 野中藍
- ロッソ - 石川由依
- アズーリ - 井口裕香
- ビアンカ - 後藤沙緒里
- ノワール - 片岡あづさ

### ゲームブックDS限定版ドラマCD
「ゲームブックDS アクエリアンエイジ Perpetual Period・プレミアム限定BOX」に封入。ドラマCDのタイトルは「アクエリアンエイジ・ゲームブック企画会議〜メインヒロインの座を狙え！」。

### 望刻の塔スペシャルBOX同梱ドラマCD
「アクエリアンエイジ 望刻の塔・スペシャルBOX」に封入。
登場キャラクター・声の出演
- 二階堂優芽 - 榎本温子
- 結城望 - 田村ゆかり
- 明音鈴 - 日笠陽子
- 相楽香津貴 - 浅野真澄

### ドラマCDフェンリル編
2010年6月9日発売。ドラマCDのタイトルは「アクエリアンエイジ・ドラマCDフェンリル編〜ふわふわバスタオルは甘いかおり〜」。
登場キャラクター・声の出演
- フェンリル - 豊崎愛生
- ヨルムガンド - 藤田咲
- ヘル - 戸松遥
- ガルム - 白石涼子
- リリア・ベテルギウス - 松来未祐

## 音楽CD

### アクエリアンエイジ -ORIGINAL SOUND TRACK-
TVCFソング“Get Peace & Love”と新録のボーカル曲2曲を含む全10曲。
- 作詞・タイトル考案 - 森ユキ / 作曲・編曲 - 坂本裕介 / 編曲 - 新田高史 / 歌 - Hiromi Sudou
- ジャケットイラスト - 七瀬葵

### アクエリアンエイジ Music Best
2009年6月26日発売。今までのアクエリアンエイジで歌われてきた楽曲を網羅したメモリアルベストアルバム。

### アクエリアンエイジ Sign for Evolution ORIGINAL SOUNDTRACK
テレビアニメ版のサウンドトラック、全23曲。ジャケットに「Evorution」と誤記（正しくは Evolution）数箇所あり。

## コンピュータゲーム

### アクエリアンエイジ 〜東京ウォーズ〜
- 2000年5月25日に発売されたPS用ゲームソフト。
- Saga1の獅子宮の戦旗が下敷きとなっており、プレイヤーは阿羅耶識の巫女である厳島美鈴とダークロアの妖精ティンカーベルに見初められたマインドブレイカーでイレイザーの侵略から地球を救うために戦う。
- ゲームはいわゆる陣取りシミュレーションになっており、人材発掘をしたり相手陣地に攻め込むなどして、最終的にイレイザーの本陣を落とすという内容。
- パーティモードでは最大5人までの同時プレイが可能。
- ゲームにも登場する獅子宮の戦旗のイメージキャラ3枚のキラカードが同梱特典として、2枚のキラカードが予約特典として付属した。それぞれ内容は固定。
- 戦闘はジャンケン式のカードバトルとなる[12]。

プロローグ
ある日、謎の妖精と出会った主人公は、世界の命運を賭けて戦う少女の元へ導かれる。厳かな雰囲気の鏡内で主人公を待っていたのは、東方の霊力を司る組織「阿羅耶識」に身を置く清巫女・厳島美鈴だった。彼女から人類の裏の歴史を聞かされた主人公は、能力ある少女を導くマインドブレイカーとして美鈴に協力することになる。
概要
ゲームの目的は、5大勢力「阿羅耶識」「ダークロア」「E.G.O」「WIZ-DOM」「イレイザー」のいずれかに属し、東京から他の全勢力を排除すること。そのために様々な能力を持つ少女たちを集め、共に戦うことになる。少女たちは「体力」「攻撃力」「防御力」「超能力」「消費エネルギー」という5つのパラメータが設定されているユニットとなり、コマンドを先行入力する戦闘を行う。各コマンドの強弱関係は、「通常攻撃」「必殺技」「必殺技返し」といった3すくみで構成されている。

### アクエリアンエイジOnline
オンライン対戦によりアクエリアンエイジをプレイできるソフト。ルールは「シンプルスタイル」に限られ、「▼」「ドロー+1」以外のスキルやエフェクトを持つカード、プロジェクトカードやファストカードは登場しない（シンプルスタイル対応のカードのみが登場する）。
すでにサービスを終了しており、オンライン対戦は行えず、公式サイトで無料配布されているAquarianAge Beginners Instructorと同等の機能しか使えない。

### アクエリアンエイジ オルタナティブ
2006年6月8日に同ゲームをモチーフとしたアーケードゲーム、『アクエリアンエイジ オルタナティブ』の製作が発表された。キャラクターイラストはTCGと同じものを用いるが、イラスト自体はゲーム用の描き下ろし。また、ルールなどは完全にオリジナル。制作・販売はタイトーが行う。2007年3月ごろから、全国のゲームセンターにて稼働中。それに先駆けて2月27日に秋葉原のゲームセンター「Hey」で記念セレモニーが催された。

### ゲームブックDS アクエリアンエイジ Perpetual Period
- 2010年2月25日発売のニンテンドーDS用ゲームソフト。
- 初回限定版にはオリジナルドラマCD、キャラクターデザインを務める藤真拓哉によるポストカードブック仕様のアクエリアンエイジ画集sideA、トレーディングカードゲーム「アクエリアンエイジ」PRカード6種が付属。
- 多くのバグが発生している。同シリーズの鋼殻のレギオスにも似たようなバグがある[13]。
- 予約特典として、プロモカード1枚とイラスト集を兼ねた大型ポストカードセットアクエリアンエイジ画集sideBが付属した。

主題歌『混沌のオラトリオ』
作詞・作曲・編曲：中山真斗、歌：榊原ゆい
声の出演
- 二階堂優芽 - 榎本温子
- 姫咲ここな - 高垣彩陽
- 鳴神美琴 - 堀江由衣
- 天音アィ - 榊原ゆい
- リディア・ラグランジュ - 沢城みゆき
- ルゥリィ - 田村ゆかり

### その他
戦姫★クライシス＠アクエリアンエイジ
2012年3月26日公開のMobage用ソーシャルゲーム。トレーディングカードのイラストを用いた育成カードバトルゲーム。
女神マスターズ powered by アクエリアンエイジ
2012年4月3日公開のGREE用ソーシャルゲーム。トレーディングカードのイラストを用いた育成カードバトルゲーム。